# Miertiksjön
Miertiksjön är en sjö i Arjeplogs kommun i Lappland och ingår i Umeälvens huvudavrinningsområde. Sjön har en area på 1,02 kvadratkilometer och ligger 574,1 meter över havet. Miertiksjön ligger i Laisdalens fjällurskog Natura 2000-område. Sjön avvattnas av vattendraget Sadebäcken.

## Delavrinningsområde
Miertiksjön ingår i det delavrinningsområde (730550-157057) som SMHI kallar för Utloppet av Miertiksjön. Medelhöjden är 597 meter över havet och ytan är 9,34 kvadratkilometer. Det finns inga avrinningsområden uppströms utan avrinningsområdet är högsta punkten. Sadebäcken som avvattnar avrinningsområdet har biflödesordning 4, vilket innebär att vattnet flödar genom totalt 4 vattendrag innan det når havet efter 378 kilometer. Avrinningsområdet består mestadels av skog (58 procent) och sankmarker (31 procent). Avrinningsområdet har 1,02 kvadratkilometer vattenytor vilket ger det en sjöprocent på 10,9 procent.